# Marcello Tusco
Marcello Tusco, pseudonym för Marcello Pezzodipane, född 1930 i Fano, död 21 mars 2001 i Rom, italiensk skådespelare.

## Filmografi (urval)
- 1998 - Leo e Beo
- 1997 - Alle für die Mafia
- 1995 – Vendetta
- 1987 - Bläckfisken 3